# Służba Geodezyjna i Kartograficzna
Służba Geodezyjna i Kartograficzna w Polsce – zdefiniowana jest w Prawie geodezyjnym i kartograficznym.
Centralnym organem administracji rządowej w sprawach geodezji i kartografii jest Główny Geodeta Kraju, który wykonuje swoje zadania przy pomocy Głównego Urzędu Geodezji i Kartografii. Od 2015 roku nadzór nad Głównym Geodetą Kraju sprawuje minister właściwy do spraw budownictwa, planowania i zagospodarowania przestrzennego oraz mieszkalnictwa, który jest organem naczelnym w sprawach geodezji i kartografii. Służba Geodezyjna i Kartograficzna składa się z dwóch pionów: organów nadzoru geodezyjnego i kartograficznego oraz organów administracji geodezyjnej.
Funkcje nadzoru geodezyjnego i kartograficznego pełnią organy administracji rządowej, natomiast funkcje administracji geodezyjnej i kartograficznej – organy samorządu terytorialnego.

## Podział Służby Geodezyjnej i Kartograficznej

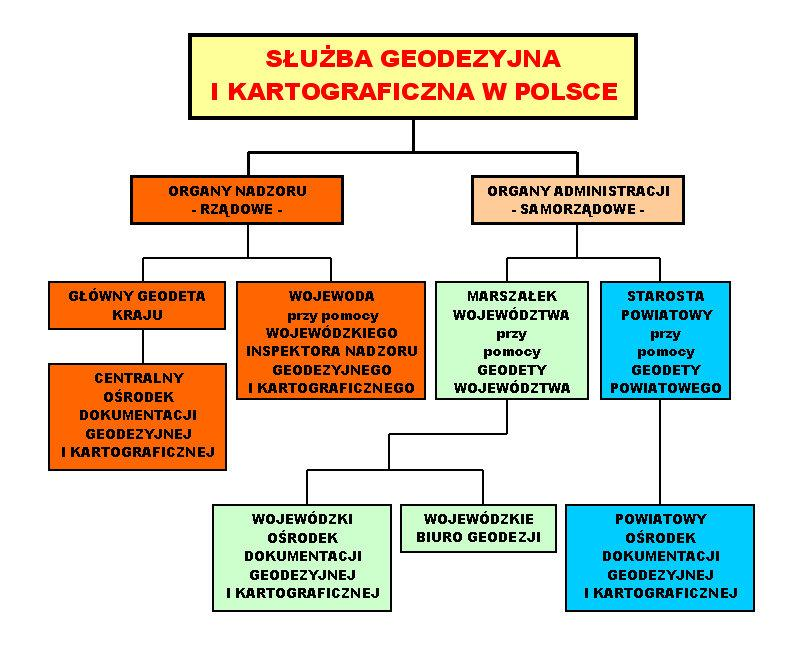
Służba Geodezyjna i Kartograficzna w Polsce

Organy nadzoru geodezyjnego i kartograficznego
- Główny Geodeta Kraju,
- wojewoda wykonujący zadania przy pomocy wojewódzkiego inspektora nadzoru geodezyjnego i kartograficznego jako kierownika inspekcji geodezyjnej i kartograficznej, wchodzącej w skład zespolonej administracji rządowej w województwie;

Organy administracji geodezyjnej i kartograficznej
- marszałek województwa wykonujący zadania przy pomocy geodety województwa wchodzącego w skład urzędu marszałkowskiego, często tworzący wojewódzki ośrodek dokumentacji geodezyjnej i kartograficznej (WODGiK)
- starosta wykonujący zadania przy pomocy geodety powiatowego wchodzącego w skład starostwa powiatowego[2], często tworzący powiatowy ośrodek dokumentacji geodezyjnej i kartograficznej (PODGiK) lub miejski ośrodek dokumentacji geodezyjnej i kartograficznej (MODGiK).

Wójt (burmistrz, prezydent miasta) nie jest szczeblem administracji geodezyjnej i kartograficznej, ale może wykonywać zadania starosty na obszarze swojej gminy na podstawie zawartej ze starostą umowy. Wówczas wójt prowadzi sprawy przy pomocy geodety gminnego wchodzącego w skład urzędu gminy.

## Zadania Służby Geodezyjnej i Kartograficznej
Do zadań Służby Geodezyjnej i Kartograficznej należy w szczególności:
- realizacja polityki państwa w zakresie geodezji i kartografii;
- organizowanie i finansowanie prac geodezyjnych i kartograficznych, w tym:
  - rejestracji stanów prawnych i faktycznych nieruchomości (kataster),
  - pomiarów geodezyjnych i opracowań kartograficznych,
  - fotogrametrycznych zdjęć powierzchni kraju i opracowań fotogrametrycznych,
  - wydawania urzędowych map i atlasów terytorium Polski,
  - prowadzenia krajowego systemu informacji o terenie;
- administrowanie państwowym zasobem geodezyjnym i kartograficznym i jego aktualizacja;
- kontrolowanie urzędów, instytucji publicznych i przedsiębiorców w zakresie przestrzegania przepisów dotyczących geodezji i kartografii;
- opracowanie wytycznych dotyczących powszechnej taksacji nieruchomości i jej nadzorowanie;
- prowadzenie państwowego rejestru granic oraz powierzchni jednostek podziału terytorialnego kraju;
- sporządzanie map topograficznych i tematycznych kraju oraz mapy zasadniczej;
- nadawanie, do czasu utworzenia odpowiednich samorządów zawodowych, uprawnień zawodowych w dziedzinie geodezji i kartografii, prowadzenie rejestru osób uprawnionych oraz współpraca z tymi samorządami zawodowymi;
- współpraca z wyspecjalizowanymi w dziedzinie geodezji i kartografii organizacjami krajowymi, międzynarodowymi i regionalnymi oraz organami i urzędami innych krajów;
- inicjowanie prac naukowych i badawczo-rozwojowych w zakresie standardów organizacyjno-technicznych oraz zastosowania metod informatycznych, fotogrametrycznych i satelitarnych w dziedzinie geodezji i kartografii oraz w krajowym systemie informacji o terenie;
- prowadzenie spraw związanych z ochroną informacji niejawnych w działalności geodezyjnej i kartograficznej;
- przygotowanie organizacyjno-techniczne i wdrożenie katastru[2].